# リカルド・ガジェゴ
リカルド・ガジェゴ・レドンド（Ricardo Gallego Redondo、1959年2月8日 - ）は、スペイン・マドリード出身の元同国代表サッカー選手。現役時代のポジションはミッドフィールダー、ディフェンダー。

## 経歴
レアル・マドリードの下部組織で育ったガジェゴは、1980年にトップチームに昇格、以降9シーズンをトップチームでプレーした。キンタ・デル・ブイトレの一員としてスペインリーグ4連覇、2度のUEFAカップ優勝を達成した。レアルでは通算372試合に出場した。1989年にイタリアのウディネーゼへ移籍し1シーズンの間プレーした後に、スペインに戻って同じくマドリードに本拠地を置くラージョ・バジェカーノで2年間プレーし、1992年に引退した。
スペイン代表としても1982 FIFAワールドカップ、欧州選手権1984、1986 FIFAワールドカップ、欧州選手権1988に参加、42試合でプレーしている。

## 所属クラブ
- 1978-1980  レアル・マドリード・カスティージャ
- 1980-1989  レアル・マドリード
- 1989-1990  ウディネーゼ
- 1990-1992  ラージョ・バジェカーノ